# Тумбстоун (филм)
 Тази статия е за игралния филм.  За едноименния град, сцена на пресъздадените събития, вижте Тумбстоун.  
„Тумбстоун“ (на английски: Tombstone) е американски игрален филм – уестърн, излязъл на екран през 1993 година.
Режисьори на продукцията са Джордж Косматос и Кърт Ръсел, а сценария е на Кевин Джар.

## Сюжет
Внимание:  Текстът по-долу разкрива сюжета на произведението (или части от него)!
Тъмбстоун е малък град в Дивия Запад, щата Аризона, където цари хаосът и престъпността, човешкият живот няма никаква стойност и властват банди.
Един ден в града пристига легендарният стрелец Уайът Ърп – пазител на закона от Додж сити, който е захвърлил значката и заедно със семейството си търси живот, различен от този, който е водил дотогава. Заедно със своите братя решава да започне бизнес в Тумбстоун, но съдбата отново го сблъсква с това, от което иска да избяга.
В този класически уестърн може да се види всичко – тайствена дама, около която се завърта интрига с главния герой, главатар на банда, чийто показалец е винаги на спусъка и противоречевият герой Док Холидей – комарджия и разгулник, болен от туберкулоза, но решил дори в последните си часове да живее така, както го е правил винаги....

## Актьорски състав
- Кърт Ръсел (Уайът Ърп)
- Вал Килмър (Док Холидей)
- Сам Елиът (Вирджил Ърп)
- Бил Пакстън (Морган Ърп)
- Пауърс Бут (Бил Брошъс)
- Майкъл Бийн (Джони Ринго)
- Томас Хейдън Чърч (Били Клентън)
- Чарлтън Хестън (Хенри Хукър)